# Лейк-Магдалін (Флорида)
Лейк-Магдалін (англ. Lake Magdalene) — переписна місцевість (CDP) в США, в окрузі Гіллсборо штату Флорида. Населення — 30 742 особи (2020).

## Географія
Лейк-Магдалін розташований за координатами 28°4′54″ пн. ш. 82°29′3″ зх. д. / 28.08167° пн. ш. 82.48417° зх. д. (28.081724, -82.484183).  За даними Бюро перепису населення США в 2010 році переписна місцевість мала площу 30,14 км², з яких 26,49 км² — суходіл та 3,65 км² — водойми.

## Демографія
Згідно з переписом 2010 року, у переписній місцевості мешкало 28 509 осіб у 12 194 домогосподарствах у складі 7356 родин. Густота населення становила 946 осіб/км².  Було 13427 помешкань (445/км²).
Расовий склад населення:
| - 82,8 % — білих - 7,7 % — чорних або афроамериканців - 2,8 % — азіатів - 0,3 % — корінних американців - 0,1 % — вихідців з тихоокеанських островів - 3,5 % — осіб інших рас |

До двох чи більше рас належало 3,0 %. Частка іспаномовних становила 21,1 % від усіх жителів.
За віковим діапазоном населення розподілялося таким чином: 19,1 % — особи молодші 18 років, 64,3 % — особи у віці 18—64 років, 16,6 % — особи у віці 65 років та старші. Медіана віку мешканця становила 43,9 року. На 100 осіб жіночої статі у переписній місцевості припадало 90,6 чоловіків;  на 100 жінок у віці від 18 років та старших — 87,8 чоловіків також старших 18 років.
Середній дохід на одне домашнє господарство  становив 77 403 долари США (медіана — 50 157), а середній дохід на одну сім'ю — 95 679 доларів (медіана — 69 898). Медіана доходів становила 50 938 доларів для чоловіків та 37 544 долари для жінок. За межею бідності перебувало 14,0 % осіб, у тому числі 13,8 % дітей у віці до 18 років та 12,0 % осіб у віці 65 років та старших.
Цивільне працевлаштоване населення становило 14 117 осіб. Основні галузі зайнятості: освіта, охорона здоров'я та соціальна допомога — 22,5 %, науковці, спеціалісти, менеджери — 13,6 %, фінанси, страхування та нерухомість — 11,9 %, роздрібна торгівля — 10,3 %.